# Erin Cardillo
Erin Cardillo (White Plains (Verenigde Staten), 17 februari 1977) is een Amerikaans actrice. Ze is onder meer bekend van haar rol als Emma Tutweiller in The Suite Life on Deck en van haar rol als Esme Vanderheusen in Passions. 

## Filmografie
- 1995: Madigan Men: Three Guys, a Girl, and a Conversation Nook als Nicole
- 2001: Law & Order als Jenny (1 aflevering)
- 2002: That '70s Show als Lisa (1 aflevering)
- 2003: Coupling als Connie (1 aflevering)
- 2003: Strong Medicine als Gayla (1 aflevering)
- 2004: The Murder of Donovan Slain als Donovan/Beth Mack/Mary (Co-producer/Schrijfster)
- 2004: The Greatest Short Film Ever!!! als Jamie
- 2005:  Passions als Esme Vanderheusen
- 2005: Without a Trace als Karen Garber (1 aflevering)
- 2005: Crossing Jordan als Peta Longo (1 aflevering)
- 2005: In the Mix als Rachelle
- 2006: Even Money als Anne
- 2006: Freddie als Veronica (1 aflevering)
- 2007: The Box als Tatiana
- 2007: Sunday Morning als N/A
- 2007: Las Vegas als Kelly Crever (1 aflevering)
- 2007: How I Met Your Mother als Treasure
- 2008: The Hottie and the Nottie als Yoga Lerares
- 2008: Superglue als Lauren (Producer)
- 2008: CSI: NY als Elizabeth Barker  (Seizoen 5, aflevering 9; "The Box")
- 2008-2011: The Suite Life on Deck als Emma Tutweiller
- 2010: Son of Morning als Jennifer
- 2010: Sex Tax: Based on a True Story als Nicki Daniels
- 2010: The Truth als Dana Davenport
- 2010: Arby's (Reclame)
- 2010: Swiffer (Reclame)
- 2010: Justified als serveerster (aflevering "Fixer")
- 2011: CSI: Miami  als Brooke Shepherd (Seizoen 9, aflevering 19; "Caged")
- 2012: Hawaii Five-0 als Megan (Seizoen 2, aflevering 17; "Kupale")
- 2012: Xerox (commercial) als stewardess
- 2012: The Client List als Skyler